# Nof HaGalil
Nof HaGalil (Hebreeuws: נוֹף הַגָּלִיל, letterlijk Uitzicht van de Galilea; Arabisch: نوف هچليل) is een stad in het noordelijke district van Israël. Het aantal inwoners in 2020 was 41.200. In 1956 vestigden de eerste bewoners zich in de stad, die destijds Nazareth Illit werd genoemd. Deze naam betekent Opper-Nazareth en verwijst naar het veel oudere Nazareth. De stad werd gebouwd als een van de joodse ontwikkelingssteden in Galilea, bedoeld om het joodse karakter te versterken ten opzichte/nadele van het - ondanks "1948"- nog steeds sterk Palestijns-Arabische karakter van deze regio. De zogenaamde Jehud ha Galil-politiek. De stad werd in 2019 na een volksstemming hernoemd van Nazaret Illit naar Nof HaGalil.
De stad heeft een overwegend Joodse bevolking, in tegenstelling tot het grotendeels Arabische Nazareth.
Toch wonen er steeds meer Palestijnse Arabieren voornamelijk uit het door deze gemeente ingesloten Palestijnse plaats Ein Mahil, dat door landelijke politieke maatregelen uit haar voegen barst. Arabische inwoners ervan wisten echter van naar elders in Israël vertrekkende eigenaren huizen te kopen in Nof HaGalil.

## Bevolking
Het inwoneraantal daalde van 43.100 in 2007 naar 41.200 in 2020. In 2008 was nog 91,0% van de bewoners van Nazareth Illit Joods en 9,0% Arabisch (6,7% christelijk en 2,3% islamitisch).

## Sport
Hapoel Nazareth Illit is de belangrijkste voetbalclub van de stad. In 2004 promoveerde deze club naar de hoogste klasse.

## Stedenband
- Saint-Étienne (Frankrijk)

## Geboren
- Dudu Aouate (17 oktober 1977), voetballer